# Kościół Świętej Trójcy w Błoniu
Kościół Świętej Trójcy w Błoniu – rzymskokatolicki kościół parafialny położony przy ul. Jana Pawła II w Błoniu. Zbudowany pierwotnie w stylu romańskim w połowie XIII wieku, przebudowany w stylu gotyckim w XIV wieku, a później w XVI i XVII wieku. 

## Historia
Błonie jako posiadłość książęca jest wzmiankowane w dokumentach już w XI wieku. Nieznana jest dokładna data powstania parafii. W 1257 roku biskup poznański Bogufał III pozwolił tu poświęcić dwa ołtarze, które poświęcił biskup płocki Andrzej. W 1261 roku wzmiankowani byli kanonicy z kościoła w Błoniu. W roku 1280
Konrad II, książę Mazowsza, zbudował kościół murowany pod wezwaniem Św. Trójcy, jako wotum za ocalenie z niewoli tatarskiej i osadził przy nim Kanoników Regularnych Laterańskich, których
sprowadził z klasztoru w Czerwińsku. Był to już drugi z kolei kościół. Uległ on pożarowi w 1642 roku, a gdy został odbudowany, konsekrował go ks. Jan z Zalesia Baykowski bp sufragan poznański /+1650 r./. Po najeździe szwedzkim kościół
wymagał gruntownego remontu. Prace te zakończono w 1661 roku, i 15 IX tegoż roku bp poznański Wojciech Tolibowski poświęcił w nim 4 nowe ołtarze.
Kolatorami kościoła byli opaci klasztoru w Czerwińsku, a choć na mocy konstytucji 1768 r. prawa kolatorskie zyskał król, to jednak sejm w roku 1775 znowu przekazał je opatom.
Józef Łukaszewicz przytacza słowa uchwały sejmowej (pisownia oryginalna):
"Luboli probostwo w Błoniu collationi nostrae regiae et juri patronatus konstytucyą 1768 r. poddalismy, gdy jednak probostwo to dawniej przez stolicę apostolska do stołu opata czerwińskiego jest inkorporowane, więc oneż a collatione nostra uwalniamy."
Do 1831 roku proboszczami parafii byli Kanonicy Regularni. Od tej daty opiekę duszpasterską w parafii sprawują kapłani diecezjalni. W kwietniu 1906 kościół został na krótko przejęty przez zwolenników mariawityzmu, a następnie zbrojnie odzyskany przez poprzednich właścicieli. W trakcie zamieszek zginęła jedna osoba. 

## Architektura
Kościół ma trzy nawy, jest orientowany i zbudowany z cegły w wątku wendyjskim. Do dzisiaj w murach kościoła zachowały się pozostałości kościoła romańskiego z połowy XIII wieku. Podczas jego budowy wzniesiono mury wież na wysokość dwóch kondygnacji, jednak prac nie kontynuowano. Pod koniec XIII wieku w przestrzeni międzywieżowej zbudowano emporę dla księcia i jego rodziny. Z XIII wieku zachowały się dwa portaliki w ścianach wież prowadzące na emporę (obecnie chór muzyczny). W XVI wieku w prezbiterium i zakrystii założono sklepienia kryształowe. W XVII wieku przebudowano szczyt wschodni i dobudowano kaplicę. W 1837 roku zbudowano kruchtę północną. 

## Wnętrze
Kościół posiada 6 ołtarzy, w tym Wielki z XVI wieku, bogato rzeźbiony czarno-złoty ołtarz główny i dwa boczne. Przy ołtarzach znajdują się posągi męczenników. W zabytkowym kościele są stare obrazy Matki Boskiej, św. Antoniego oraz portret księcia Konrada II z napisem: „Contradus II, dux Masoviae, fundator conventus et ecclesiae rlonensis, anno domini 1288 septulus in ecclesia Czervenensi". Są również epitafia zmarłych rodzin i Kanoników Regularnych.
Ważnym elementem kościoła są także jego cenne organy, odbywają się na nich koncerty muzyki liturgicznej, wyjątkowe za sprawą bardzo dobrej akustyki kościoła.

## Otoczenie
W XVIII wieku przy kościele zbudowano barokową dzwonnicę.
W 2019 roku obok kościoła odkopano pozostałości XIII-wiecznego romańskiego klasztoru Kanoników Regularnych.
Przy wejściu głównym znajduje się tablica upamiętniająca przejazd Jana Pawła II przez Błonie podczas swojej pielgrzymki do Polski. 

Nieopodal znajduje się cmentarz, na którym zachowały się zabytkowe pomniki.

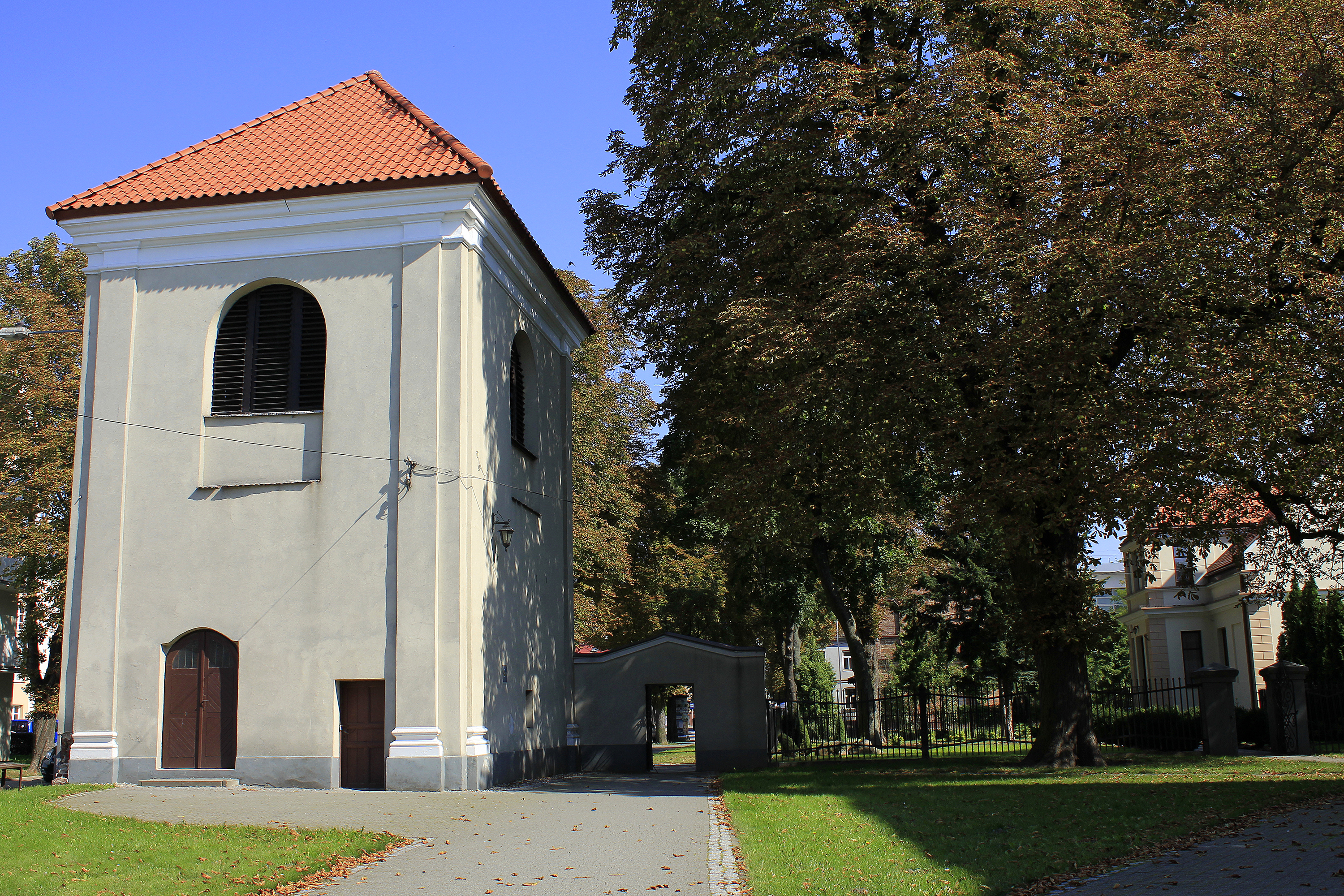
Dzwonnica barokowa